# Англоязычный кризис в Камеруне
Англоязы́чный кри́зис (фр. Crise anglophone, англ. Anglophone crisis), в других источниках Амбазо́нская война́ или Гражда́нская война́ в Камеру́не — вооружённый конфликт на территории англоязычного Камеруна, являющийся следствием длительного притеснения англоязычного населения Камеруна, в зарубежных источниках отмечающееся как англоязычная проблема. Основная фаза конфликта началась в сентябре 2017 года, когда группа сепаратистов, поддерживаемая населением, объявила о независимости Федеративной Республики Амбазонии и начала вооружённую борьбу против Камеруна. Конфликт начался с повстанческого движения на территории отдельных регионов, и к концу года перекинулся на территорию всего англоязычного Камеруна.

## Предыстория

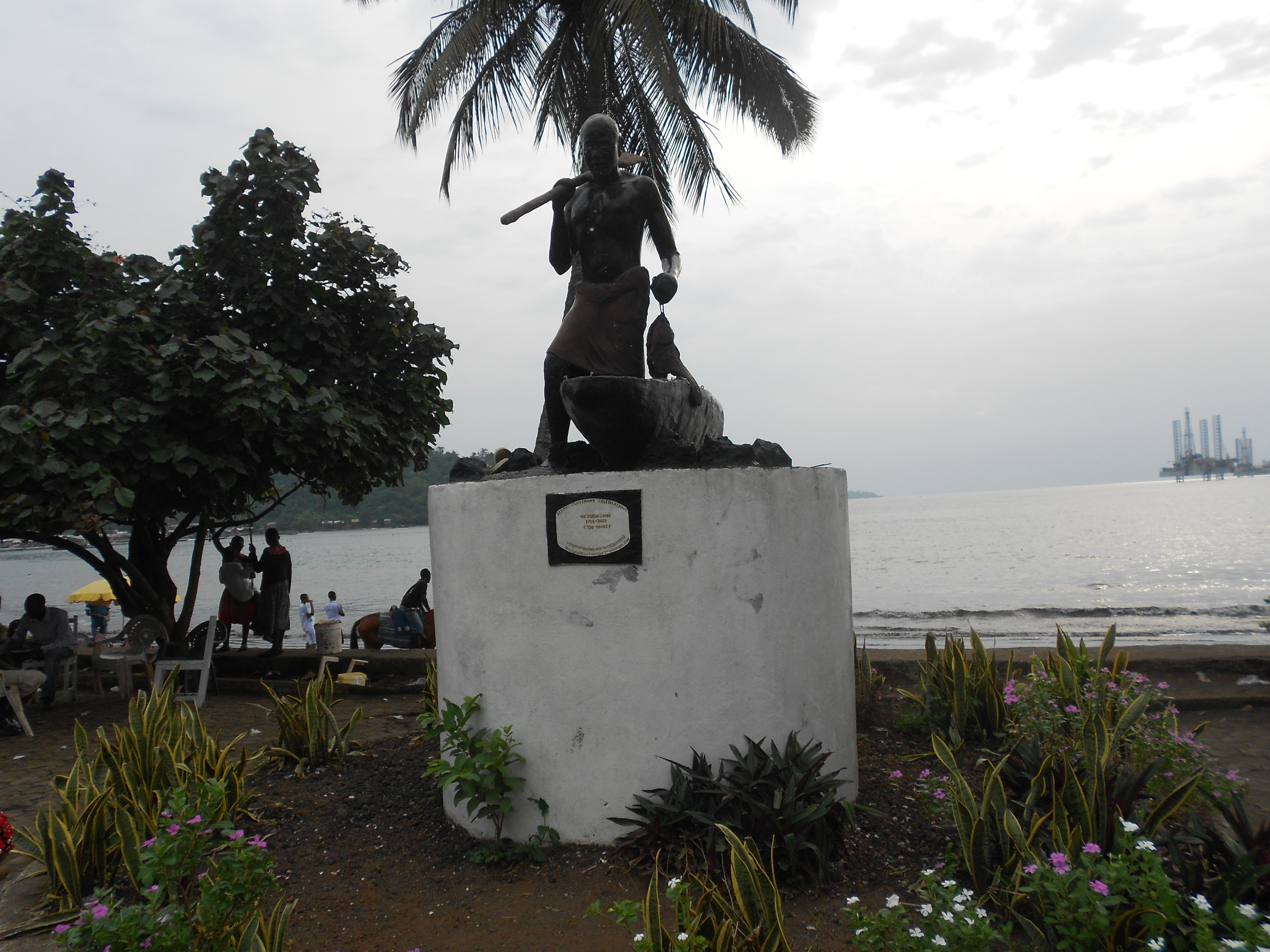
Памятник в честь 150-летней годовщины основания города Лимбе (Виктория) в бухте Амбас, от которой произошло название Амбазония

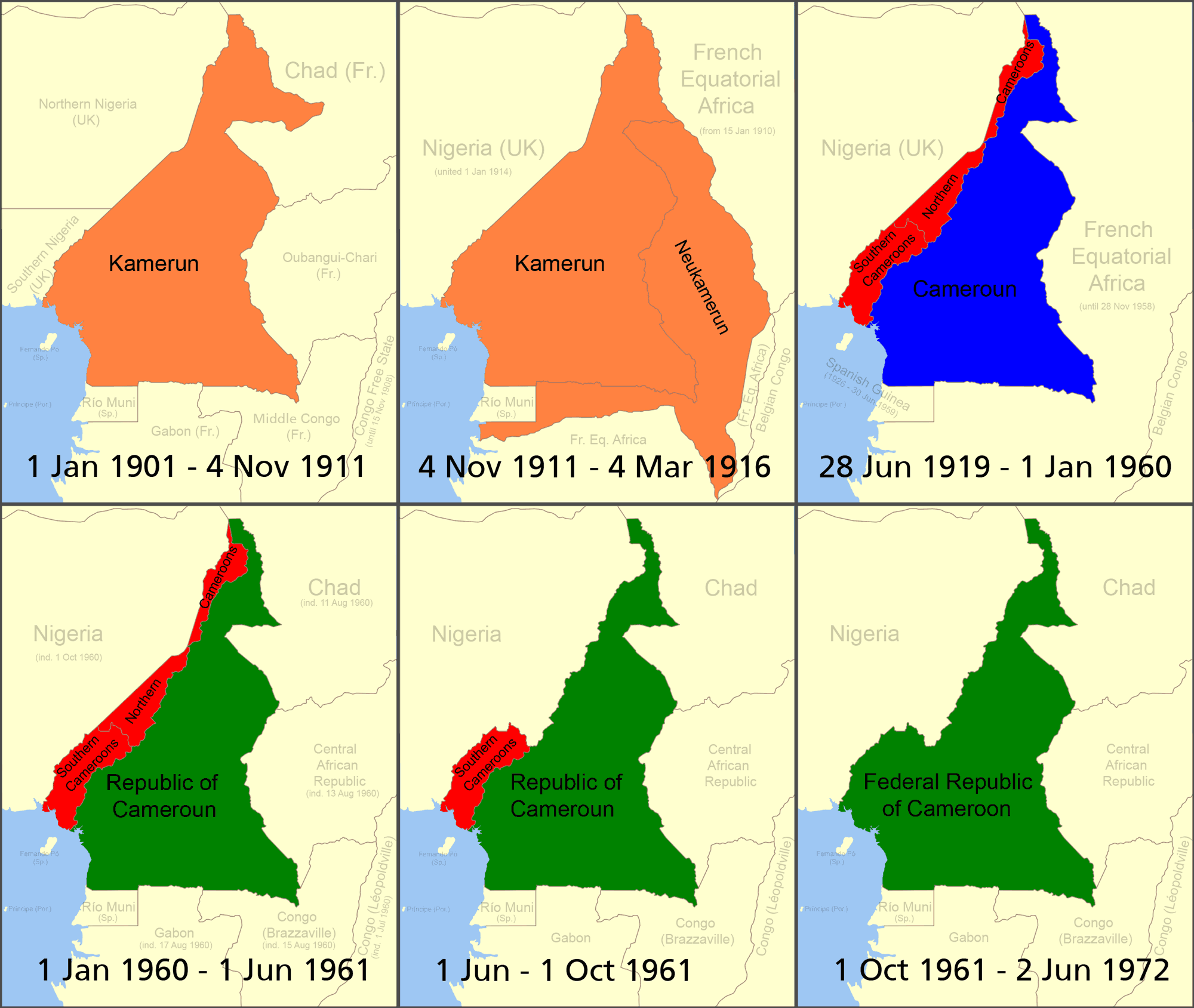
Изменения границ Камеруна за 1901–1972 гг.

Название Амбазония происходит от бухты Амбас и Амбозеса, местного названия устья реки Вури. Именно здесь английский язык впервые начали использовать на территории Южного Камеруна, когда миссионер Альфред Сакер основал поселение освобождённых рабов в заливе Амбас в 1858 году, которое впоследствии было переименовано в Викторию (современное название — Лимбе). В 1884 году этот район стал британским протекторатом Амбас-Бэй со столицей в городе Виктория. В 1887 году Британия уступила эту территорию немецкой колонии Камерун. У Германии были трудности с установлением контроля над внутренними районами Виктории, что привело к войне Бафут против местных феодалов-фонов, продолжавшейся до 1907 года.
После Первой мировой войны и Версальского договора Камерун был разделён между французским и британским мандатами Лиги Наций. Французский мандат был известен как Камерун и охватывал большую часть бывшей немецкой территории. Британский мандат представлял собой вытянутую полосу земли вдоль границы колониальной Нигерии, состоящую из Северного Камеруна и Южного Камеруна, включая исторический протекторат залива Амбас. Эта территория получила название «Британский Камерун».
Британцы управляли территориями путём косвенного правления, позволяя местным традиционным вождям управлять населением в соответствии с их собственными традициями. В 1953 году делегация Южного Камеруна на конференции в Лондоне попросила выделить их как отдельный регион. Британцы согласились, и Южный Камерун стал автономным регионом со столицей в Буэа. Выборы состоялись в 1954 году, и 1 октября 1954 года парламент провёл заседание, на котором премьер-министром был избран Э. М. Л. Эндели.
Организация Объединённых Наций организовала в регионе 11 февраля 1961 года плебисцит, в котором были предложены две альтернативы: союз с Нигерией или союз с Камеруном. Третий вариант, независимость, вызвал возражения британского представителя в Совете по опеке ООН сэра Эндрю Коэна, в результате чего оное не было включено в список. В ходе плебисцита 60 % избирателей в Северном Камеруне проголосовали за союз с Нигерией, в то время как 70 % избирателей в Южном Камеруне предпочли союз с Камеруном. Результаты были частично связаны со страхом доминирования во внутренней политике со стороны гораздо большей по площади Нигерии, а 1 февраля 1959 года Эндели проиграл на выборах Джону Нгу Фонче.
Южный Камерун стал частью Камеруна 1 октября 1961 года как «Западный Камерун» со своим премьер-министром. Однако англоязычные народы Южного Камеруна не верили, что франкоговорящее правительство страны относилось к ним справедливо. Тогдашний президент Ахмаду Ахиджо опасался, что Южный Камерун выйдет из союза, забрав с собой его природные ресурсы. После одностороннего референдума во французском Камеруне 20 мая 1972 года в Камеруне была принята новая конституция, которая заменила федеративное государство унитарным государством, а также дала больше полномочий президенту. Южный Камерун утратил свой автономный статус и стал Северо-западным регионом и Юго-западным регионом Республики Камерун. Сторонники независимости утверждали, что это нарушало конституцию, поскольку большинство депутатов из Западного Камеруна должны были дать согласие, чтобы конституционные изменения были законными, а раздел о статусе федерации и вовсе не подлежал каким-либо изменениям. Они утверждали, что резолюция ООН 1608 не была выполнена, и что Южный Камерун был фактически аннексирован Камеруном. Вскоре после этого политическое руководство французского Камеруна снова изменило конституцию, назначив франкоговорящего Поля Бийя премьер-министром и преемником Ахмаду Ахиджо на посту президента.
В меморандуме от 20 марта 1985 года англоязычный юрист и президент Камерунской коллегии адвокатов Фонгум Горджи Динка сообщил, что камерунское правительство во главе с Полом Бийей является неконституционным, и объявил, что бывший Южный Камерун должен стать независимым как Республика Амбазония. Динка был заключен в тюрьму в январе следующего года без суда и следствия. Через три года ему удалось совершить побег в Нигерию.
В 1993 году представители англоязычных групп созвали первую Англоязычную конференцию (АК-1) в Буэа. Конференция приняла «Декларацию Буэа», в которой содержится призыв к внесению поправок в конституцию для восстановления федерации 1961 года. За этим, из-за игнорирования требования первой, последовала вторая Англоязычная конференция (АК-2) в Баменде в 1994 году. На этой конференции была принята «Декларация Баменды», в которой говорилось, что, если федеративное государство не будет восстановлено в разумные сроки, Южный Камерун объявит о своей независимости. АК был переименован в Конференцию народов Южного Камеруна (КНЮК), а затем в Народную организацию Южного Камеруна (НОЮК) с Национальным советом Южного Камеруна (НСЮК) в качестве исполнительного органа управления. Молодые активисты сформировали Молодежную лигу Южного Камеруна (МЛЮК) в Буэа 28 мая 1995 года. НСЮК направил делегацию во главе с Джоном Фонча в Организацию Объединённых Наций, которая смогла выступить 1 июня 1995 года и представила петицию против «аннексии» Южного Камеруна французским Камеруном. За этим последовал референдум о независимости в том же году, на котором, по утверждению организаторов, 99 % голосов проголосовали за независимость, при этом проголосовало всего 315 000 человек.
В октябре 1995 г. НСЮК обнародовал план-график работ по возможному провозглашению независимости, что привело к началу гонений НСЮК со стороны правительства Камеруна.
В 1996 году председатель Элад ушел в отставку, и его заменил Генри Фоссунг. Мероприятия регулярно прерывались полицией, а планы о провозглашении независимости или автономизации постоянно срывались. В марте 1997 года было арестовано 200 сторонников AI и НСЮК за предполагаемое нападение на силы безопасности в Баменде. В судебных процессах над всеми 200 членами и сотрудниками Amnesty International и НСЮК нашли доказательства применения пыток и выбивания признаний. Рейд и судебное разбирательство привели к фактическому прекращению деятельности НСЮК, а Фоссунг стал вести себя сдержанно. В ответ на это в апреле 1998 года был избран на должность председателя Эсоку Ндоки Мукете, высокопоставленный члена Социал-демократического фронта в качестве нового председателя НСЮК. Против этого решения выступил бывший председатель Фоссунг и некоторые другие деятели НСЮК, что привело к параличу организации.
В 2000 году НСЮК разрешил спор о лидерстве, избрав Фредерика Эбонга Алобведе новым председателем и сочтя его первым представителем Южного Камеруна.
Репрессии против совета значительно усилились в 2001 году, когда организация была объявлена незаконной, а столкновения с полицией на митинге привели к многочисленным жертвам. В результате было открыто несколько международных офисов и отделений НСБК, которые занимаются политической деятельностью и продвижения идей независимости Южного Камеруна. В 2001 году группа изгнанных членов НСБК основала так называемое «посольство Южного Камеруна» в немецком городе Франкфурт. НСЮК бойкотировала муниципальные выборы 2002 года в Камеруне и президентские выборы 2004 года. Правительство продолжало производить произвольные и незаконные с юридической точки зрения задержания членов, часто с массовыми арестами на мирных собраниях и демонстрациях.
В 2006 году фракция официально провозгласила независимость Республики Амбазония, и начало формировать свою гвардию, известную как Народная организация Южного Камеруна. В 2007 году эта группировка взяла на себя ответственность за нападение на камерунских военных в Бакасси.
В этом же году, Нигерия уступила Камеруну полуостров Бакасси, положив конец десятилетнему территориальному спору. Местные ополченцы, выступающие против изменения границы, ополчились против правительства Камеруна, начав конфликт в Бакасси. Конфликт, если кратко, являлся по своей сути морским мятежом, когда повстанцы использовали пиратскую тактику, нападая на корабли, похищая моряков и совершая морские рейды даже в городах Лимбе и Дуала. В то время как некоторые движения (например, BAMOSD) стремились сделать Бакасси независимым государством, другие решили о необходимости связать свое дело с делом Амбазонии. В ноябре 2007 года ранее неизвестная группировка «Освободители народа Южного Камеруна» убила 21 камерунского солдата. При этом, в 2009 году данный регион был частично стабилизирован, а деятельность повстанцев сильно ограничена.
В 2009 году Африканский союз при поддержке Муаммара Каддафи начал рассматривать усилия в отношении призыва и поддержке НСЮК в движении за независимость. Однако в конце 2009 года Африканская комиссия по правам человека и народов отклонила петицию НСЮК и задвинула вопрос о независимости Амбазонии на задний план.
В отчёте Amnesty International по Камеруну за 2012 г. говорится, что силы безопасности продолжают препятствовать деятельности НСЮК, несмотря на незаконность данных действий. В феврале 2011 года зампред Аямба Этте Отун был арестован во время путешествия по стране. Вскоре после этого он был освобождён без предъявления обвинений. В октябре 2011 года собрание в Буэа было сорвано, 50 членов были арестованы и через несколько дней освобождены без предъявления обвинений.

## Начало конфликта
6 октября 2016 года Камерунский англоязычный консорциум гражданского общества, организация, состоящая из профсоюзов юристов и учителей в англоязычных регионах, инициировала забастовку. Во главе с барристером Агбором Балла, Фонтемом Неба и Тассангом Уилфредом, КАКГО протестовала против назначения франкоязычных судей в англоязычных регионах. В данных действиях власти, лидеры забастовок углядели очередную провокацию с целью маргинализации англоязычного населения, а также умаление их прав. Забастовки были поддержаны акциями протеста в городах Баменда, Буэа и Лимбе. Активисты требовали защиты правовой системы англоязычных регионов и выступали против системы гражданского права, используемой франкоязычным мировым судьей, заменяющей систему общего права. Они попросили перевести несколько законов на английский язык и преподавать систему общего права в Университете Буэа и Университете Баменды.
Правительство Камеруна направило силы безопасности для подавления протестов. Протестующие подверглись нападению с применением слезоточивого газа, а протестующие и адвокаты, как утверждается СМИ, подверглись нападению со стороны солдат. В течение ноября 2016 года к забастовке юристов присоединились тысячи учителей в англоязычных регионах. Все школы в англоязычных регионах были закрыты.
За две недели протестов было арестовано более 100 протестующих, шесть человек погибли. Неподтвержденные видеоролики, опубликованные в социальных сетях, показали различные сцены насилия, в том числе избиение протестующих полицейскими.
В январе 2017 года правительство Камеруна создало комитет для начала диалога с активистами-юристами. Адвокаты отказались от переговоров, потребовав освободить всех арестованных активистов до начала диалога. Юристы представили проект федеративного государства, и правительство в ответ полностью запретило их передвижение. Протестующие теперь открыто рассматривались камерунским правительством как угроза безопасности, из-за чего последовали новые аресты. Правительство также ввело интернет-блокаду в городах англоязычных регионов.
В этот момент кризис начал вызывать международную реакцию. Более 13 000 англоязычных камерунцев, проживающих в Мэриленде, протестовали против репрессий правительства Камеруна. 27 июня конгрессмен США Энтони Дж. Браун подал петицию госсекретарю США Рексу Тиллерсону с призывом к правительству Камеруна немедленно проявить обеспокоенность и разрешить продолжающийся кризис. Соединенные Штаты осудили гибель людей и жестокость по отношению к англоязычным протестующим. Многие сепаратисты и федералисты надеялись, что репрессии приведут к международной военной интервенции против камерунского правительства.
Подавление правительством протестов способствовало распространению сепаратистских движений. В сентябре 2017 года амбазонские сепаратисты начали выступать против Камерунского правительства с оружием.

## Хронология конфликта

### Становление независимости
6 октября 2016 года началась серия забастовок и митингов, инициированная профсоюзом юристов и учителей англоязычных регионов, против назначения франкоязычных судей в англоязычных регионах. Для подавления забастовки правительство Республики Камерун задействовало военных и спецслужбы. В ответ на это в конце 2016 года к забастовке присоединились тысячи учителей, а все школы Восточного Камеруна были закрыты. В январе 2017 года, ввиду утери контроля над ситуацией, президент Камеруна призвал бастующих сесть за стол переговоров, однако те отказались, поставив ультиматум об освобождении всех арестованных, представили проект Федерации и заявили, что готовы объявить независимость, если требования не будут выполнены. Протесты были объявлены угрозой национальной безопасности, а в Южном Камеруне был отключён интернет или любые другие средства связи. Отказ от сотрудничества правительства Камеруна привело к радикализации движения и появлению первых военизированных структур. В сентябре 2017 года Управляющий Совет Амбазонии объявил формирование Сил Самообороны Амбазонии (ССА), а 9 сентября 2017 года ССА провели первую операцию, атаковав военную базу в департаменте Манью. 1 октября 2017 года Объединённый Фронт Южно-Камерунского Консорциума Амбазонии (ОФЮККА), объединяющий большинство повстанческих (и других) движений за независимость Амбазонии, объявил о независимости Южного Камеруна как Федеративной Республики Амбазонии. Вскоре первый президент ФРА, Сису Джулиус Аюк Табе, сформировал Временное Правительство Амбазонии. В ответ на это правительство Камеруна начало расправу над протестующими и симпатизирующим им населением. Так, по самым скромным оценкам, за время протестов после объявления независимости погибло как минимум 17 жителей Амбазонии, а также 14 военнослужащих Камеруна.
30 ноября 2017 года (по другим данным 4 декабря 2017 года) президент Камеруна объявил войну Федеративной Республике Амбазония. Первое столкновение произошло на территории департамента Манью, а оттуда конфликт быстро распространился на весь Южный Камерун. Военные силы Камеруна в Амбазонии заняли границу с Нигерией, чем, по словам официальных лиц Камеруна, пресекалось проникновение экстремистов, сепаратистов и оружия в Амбазонию. К ССА присоединились и другие группировки, такие как: Красные Драконы, Африканские Тигры, АРА, Седьмая Ката, АБЛ, Военный Совет Амбазонии (армия правительства Амбазонии) и другие. На момент 4 декабря 2017 года ССА провели 13 военных операций или боестолкновений с правительственными силами и действовали в пяти из тринадцати департаментах Амбазонии. В конце 2017 года ССА потребовали закрыть все школы в Амбазонии и совершали нападение на те школы, которые отказывались закрываться, из-за чего к концу года было сожжено 42 школы, а закрылось более шести тысяч школ (к июлю 2019).
3 марта 2018 года произошло самое кровавое на момент января 2022 года боестолкновение между сепаратистами и камерунскими силами — битва при Батибо.
31 декабря 2018 года был выпущен исполнительный приказ о формировании Полиции (точнее сказать, её тактического военизированного отделения), а также жёсткого разрешения проблемы с похищениями мирных жителей, что к середине 2018 года стало серьёзной проблемой на территории Южного Камеруна.

### Политический кризис
5 января 2018 года члены Временного правительства Амбазонии, включая президента Сису Джулиуса Аюка Табе, были арестованы в Нигерии и депортированы в Камерун. Проведя 10 месяцев в штаб-квартире жандармерии Камеруна, они были переведены в тюрьму строгого режима в Яунде. 4 февраля 2018 года было объявлено, что временно исполняющим обязанности президента Табе станет д-р Самуэль Икоме Сако. 31 декабря 2018 года Икоме Сако заявил, что в 2019 году произойдёт переход от оборонительной к наступательной войне, и что сторонники Амбазонии будут стремиться к достижению фактической независимости на местах.
2 мая 2019 года Сису Джулиус Аюк Табе объявил о роспуске временного кабинета Самуэля Икоме Сако и восстановлении собственного кабинета. Это вызвало раскол в правительстве, который привёл к кризису руководства Амбазонии в 2019 году.

### Активное противостояние
31 марта 2019 года под покровительством Временного Правительства был сформирован Южно-Камерунский освободительный комитет на созыве Всенародная конференции Южного Камеруна в США, Вашингтоне, округе Колумбия. ЮКОК — организация, объединяющая большинство движений за федерализацию или независимость Южного Камеруна.
13 мая 2019 года Совет Безопасности ООН провёл неофициальное заседание для обсуждения англоязычного кризиса.
В середине июня 2019 года ССА заняли стратегическую высоту и получили под контроль трассу Кумба-Буэа, а правительство Амбазонии сообщило о создании производства вооружения. В сентябре правительственные силы попытались деблокировать трассу широким наступлением, что привело к тому, что война начала принимать позиционный характер, а также был сформирован единый фронт боевых действий. 26 августа 2019 года десять руководителей амбазонийцев, в том числе Сису Джулиус Аюк Табе, подали апелляцию на окончание срока наказания после того, как они были осуждены военным судом. Они были приговорены к пожизненному заключению по обвинению в терроризме и сепаратизме, а также штрафу в 350 миллионов долларов. Многие амбазонийцы были недовольны процессом, а некоторые сочли его «фиктивным».
5 июня 2019 года был проведён объединительный съезд в Брюсселе.
27 июня 2019 года были проведены Амбазонско-Камерунские переговоры при посредничестве Швейцарии.
22 сентября 2019 года сформирована Коалиционная группа Амбазонии — круглый стол представителей большинства движений в Амбазонии и представителей Камеруна.
1 декабря 2019 года силы Амбазонии обстреляли самолёт авиакомпании Camair-Co в аэропорту Баменда, обвинив компанию в содействии Камеруну и перевозке их военных в зону боевых действий.
С 7 по 12 февраля 2020 года в Амбазонии были заблокированы парламентские выборы, а ряд военизированных структур, пытаясь сорвать их, организовывали похищение политиков Камеруна, похитив за две недели более 120 политиков и депутатов, из-за чего вооружённые силы были расквартированы по всему Камеруну для обеспечения безопасности выборов. В ответ на это, 7 марта 2020 года правительственные силы провели наступление в департаменте Нго-Кетунджиа, где, по словам правительства, было уничтожено более десяти лагерей и военных баз Амбазонии.
26 марте 2020 года, когда был обнаружен первый заболевший коронавирусом в Камеруне, ряд группировок, в том числе правительство Амбазонии, предложили перемирие и объявили прекращение огня для сдерживания пандемии, однако боевые действия продолжаются.
24 мая 2020 года камерунские силы развернули военную базу в Нгарбухе, где до этого в феврале ими была организована Нгарбухинская резня, в результате которой погибло 22 человека.
В конце июня 2020 года правительственные силы Камеруна заняли столицу Амбазонии — Буэа и начали арест всех жителей боеспособного возраста (от 16 до 50 лет), вытеснив силы Амбазонии из крупных поселений, но ввиду недовольства народа, партизанских действий, откровенной ненависти населения к Камеруну и международных призывов о прекращении огня, 2 июля 2020 года начались переговоры о временном перемирии с арестованным правительством, однако действующие члены правительства Амбазонии отказались признавать подобные переговоры легитимными, заявляя, что арестованный Сису Аюк Табе подкуплен Камерунскими властями.
24 октября 2020 года на территории города Кумба неизвестными лицами был совершён теракт на Международную Двуязычную Академию им. матери Франциска, в результате которого пострадало 12 человек и ещё 8 погибло. Все жертвы теракта являются детьми в возрасте от 12 до 14 лет. В этот же день генеральный секретарь ООН Антониу Гутерриш потребовал от властей Камеруна и Амбазонии провести расследование и наказать виновных в случившемся. ООН призвала обе стороны конфликта к немедленному и полному прекращению огня, а также приступить к переговорам и обсудить статус независимой Амбазонии. Через день глава ЮНИСЕФ Генриетта Фор также призвала не допускать насилия в отношении мирных жителей, и в частности детей. По словам Г. Фор, школы должны быть безопасными, а не ловушками для детей. Координатором ООН по гуманитарным вопросам Камеруна было признано, что данная ситуация является худшим злодеянием с момента восстановления работы школ. ВОЗ ООН и ВБГ предоставили медикаменты и медицинскую помощь пострадавшим.

## Боевые операции и значимые сражения
- Битва при Батибо — крупнейшее сражение между амбазонскими сепаратистами и камерунским правительством.
- Операция «Свободный Бафут» — военная наступательная операция Камеруна на территории Бафута.
- Операция «Очистка Баменды» — продолжающаяся военная операция в городе Баменда.